# Alpinioideae
Alpinioideae es una subfamilia de plantas fanerógamas perteneciente a la familia Zingiberaceae. Tiene las siguientes tribus y géneros:

## Tribus y Géneros
- Tribu: Alpinieae
  - Géneros: Aframomum - Alpinia - Amomum - Aulotandra - Cyphostigma - Elettaria - Elettariopsis - Etlingera - Geocharis - Hornstedtia - Leptosolena - Plagiostachys - Renealmia - Siliquamomum - Vanoverberghia - Wurfbainia
- Tribu: Riedelieae
  - Géneros: Burbidgea - Pleuranthodium - Riedelia